# Raphaea nitida
Raphaea nitida – gatunek chrząszcza z rodziny sprężykowatych i podrodziny Prosterninae.

## Występowanie
Gatunek jest endemitem Madagaskaru.